# Sphenella sinensis
Sphenella sinensis är en tvåvingeart som beskrevs av Ignaz Rudolph Schiner 1868. Sphenella sinensis ingår i släktet Sphenella och familjen borrflugor. Inga underarter finns listade i Catalogue of Life.